# Nevit Kodallı

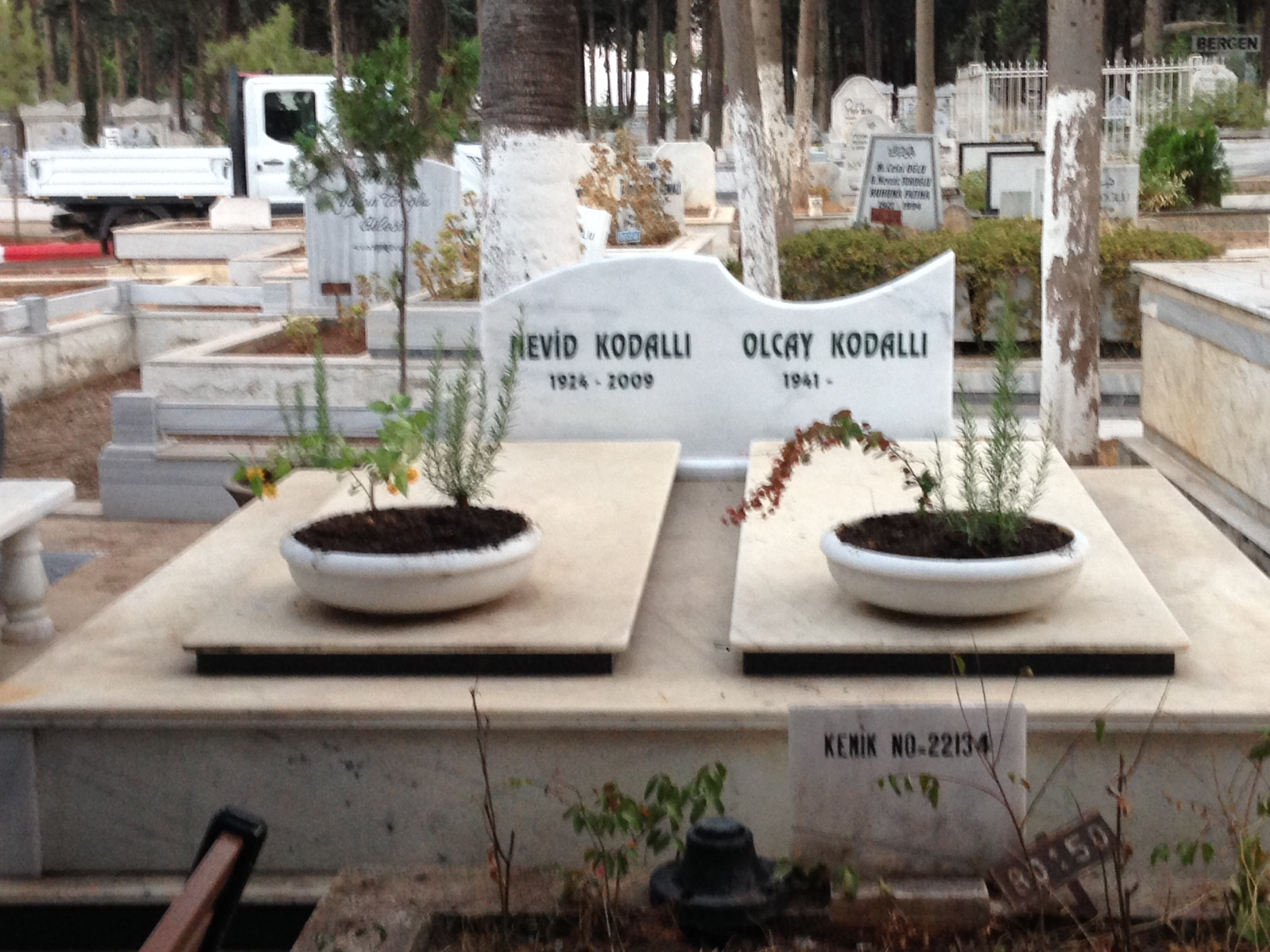
Kodallı dorm al seu poble natal, Mersin

Nevit Kodallı (Mersin, 12 de desembre de 1924 - 1 de setembre de 2009) va ser un compositor de música clàssica turc.
Va néixer a Mersin, com a fill de Rıfat d'Adana i Melek Hanım, una refugiada turca de Creta. Les seves obres més conegudes són Van Gogh, (òpera, 1956), Gılgamış (òpera, 1963) i Atatürk (oratori) (1953) dedicats, respectivament, a Van Gogh, Gilgamesh, i Mustafa Kemal Atatürk. El 1981 va ser distingit com a Devlet Sanatçısı (Artista de l'Estat), la màxima distinció de Turquia pels artistes. El carrer a la ciutat de Mersin, on tenia la seva casa i allà on va nàixer, Nevit Kodallı Caddesi (Avinguda Nevit Kodallı) porta el seu nom des d'abans de la seva mort. A Mersin també es troba el "Liceu de Belles Arts i Esports Nevit Kodallı".